# Caraipa jaramilloi
Espèce
Classification phylogénétique
Statut de conservation UICN

 NT  : Quasi menacé
Caraipa jaramilloi est une espèce de plantes à fleurs du genre Caraipa, de la famille des Guttiferae dans la classification de Cronquist ou de la famille des Calophyllaceae dans la classification phylogénétique.